# یوپ آتسما
یوپ آتسما (هلندی: Joop Atsma؛ زادهٔ ۶ ژوئیهٔ ۱۹۵۶) سیاست‌مدار اهل هلند است.